# Битка код Темишвара (1849)
Битка код Темишвара 1849. била је последња битка Мађарске револуције 1848.

## Увод
Аустријски и руски цар споразумели су се 19. маја 1849. у Варшави да руске снаге садејствују аустријским у гушењу Мађарске револуције, с тим да заједничка дејства почну 17. јуна. Мађарска влада упутила је протест европским државама због предстојеће руске интервенције, али је тај протест остао без одговора. Руска војска је 16. јуна 1849. упала у Словачку и до 3. јула заузела Кошице и Дебрецин. Истовремено је аустријска војска 21. јуна потиснула мађарску главнину у Коморан и до 11. јула заузела Будим, где се сусрела са руским снагама.

## Битка
За све време рата, Темишвар је био аустријски гарнизон јачине око 9.000 војника са 253 топа. У априлу 1849. опселе су га мађарске снаге под генералом Јозефом Бемом.  Аустријанци су крајем јула кренули на Сегедин (седиште мађарске владе), где су се окупиле преостале мађарске снаге (око 60.000 људи) под командом генерала Дембињског; Мађари су 5. августа потучени код Сорега (близу Сегедина) и узмакли су према Темишвару, где су се сјединили са опсадном војском генерала Бема; ова војска (око 80.000) потучена је 9. августа и потиснута према Лугошу, где је већи део капитулирао, а влада је прешла у Арад и покушала да преговара са Русима, који су их одбили и упутили на Аустрију.

## Последице
Генерал Гергеј, заповедник последње мађарске војске, позвао је 11. августа владу да поднесе оставку и одмах повери њему војну и грађанску власт, што је влада и учинила. Гергејева војска је ноћу 12. августа напустила Арад и 13. августа безусловно капитулирала пред Русима, а убрзо и други остаци мађарских снага, осим Коморана који се држао све до 4. октобра.
Кошут је 17. августа са неколико генерала и 5.000 избеглица прешао из Оршаве у Видин, на територију Османског царства.